# محمد بوزيد
محمد بوزيد، من مواليد 12 ديسمبر 1929 في الأخضرية (قرب البويرة، الجزائر) وتوفي في باريس (فرنسا) في يونيو 24, 2014 (عن عمر ناهز 84 عاماً) ، هو رسام ونقاش جزائري.

## السيرة الذاتية
محمد بوزيد هو ابن أستاذ وعضو في عائلة مكونة من 8 أطفال، منهم الطيب بوزيد، المدير العام السابق لحكومة بومدين. بعد دراسته بالمدرسة العليا للأساتذة ببوزريعة من عام 1946 إلى عام 1950  حيث تحصل على المرتبة الأولى متفوقًا في دفعته، وعمل محمد بوزيد كأستاذ حتى عام 1955  ثم حصل على منحة دراسية من معهد لورمارين (فوكلوز-فرنسا) ثم انتقل إلى «كاسا دي فيلاسكيس» بمدريد (اسبانيا) سنة 1959.
و عرف محمد بوزيد الذي يعد من مؤسسي الاتحاد الوطني للفنون التشكيلية بثراء مشواره الفني وعالمية أعماله حيث شارك في العديد من المعارض الجماعية بالجزائر من سنة 1958 إلى سنة 1984 كما شارك في معارض أخرى بباريس وبروكسل.
ولدى عودته إلى الجزائر في عام 1962، إلى الأخضرية ثم إلى الجزائر العاصمة، عمل محمد بوزيد مستشارًا ثقافيًا لمالك حداد  الذي كان آنذاك مديرا على الثقافة بوزارة الإعلام حيث صمم ختم وشعار الجمهورية الجزائرية في عام 1963. كما شارك خلال نفس السنة في معرض «فنانو الجزائر» بمتحف الفنون التزيين بباريس. يضم المعرض لوحات ل أكسوح، باية، حسان بن عبورة، بينانتور، بوزيد، قرماز، محمد إيسياخم، محمد خدة، أزواو معمري، مسلي، مارتينيز، محمد راسم، بشير يلس، زرارتي ولكن أيضا من انجيل دياز أوخيدا، ميزونسول ونالار ورينيه سينتيس، فضلاً عن رسومات الأطفال، التي قدمها في الجزائر العاصمة جان سيناك (منطقة القبائل). في عام 1964، كان عضوًا مؤسسًا في الاتحاد الوطني للفنون التشكيلية، وشارك في الصالون الأول، وفي نفس العام، في معرض الرسامين الجزائريين في متحف الفنون الزخرفية في باريس (القبائل الكبرى، 1960 ؛ شارع في مدينة الجزائر، 1961 ؛ الأرض الحمراء، 1963) وفي معرض المجموعة الافتتاحية. يجمع المعرض أعمالاً من أكسوح، باية، بينانتور، بوزيد، قرماز، ميزونسول، مانتون، مارتينيز، نالار، زرارتي نظمتها في الجزائر العاصمة جان سيناك في المعرض 54 (باليسترو (الأخضرية) مجمعة، 1961 ؛ عشية السوق، 1964 ؛ عن طريق سحب الخراف، 1964).
عاش محمد بوزيد وعمل في فرنسا منذ عام 1994، ودرس الفنون البصرية في المركز الثقافي الجزائري. توفي في باريس يوم 24 يونيو 2014.

## الأعمال الفنية
شارك محمد بوزيد في العديد من المعارض الجماعية في الجزائر (1958، 1963، 1964، 1965، 1974، 1980، 1981، 1983، 1994)، في بروكسل (1958) وفي باريس (1964، 1999). كما عرض أعماله خلال معارض فردية بالمركز الثقافي الفرنسي بالجزائر سنة 1992 وبالمركز الثقافي الجزائري بباريس (1996-1997-1999) وبفضاء ريشليو بباريس.
أنتج محمد بوزيد لوحات جدارية في ولاية تيزي وزو والجزائر العاصمة في وزارة الشباب والرياضة، في المدرسة الوطنية المتعددة التقنيات، في فندق الأوراسي، في عيادة الشراقة وكذلك في بلجيكا في ميشيلين. شارك في زخرفة سفن المؤسسة الجزائرية النقل البحري (CNAN) وصمم مجموعات وأزياء للمسرح والمجلس الوطني للمحاسبة بالجزائر العاصمة.
في مايو 1999، خصص المتحف الوطني للفنون الجميلة بالجزائر، احتفاء بهذا الفنان بمناسبة بلوغه 83 سنة، معرضا حول مسيرته الفنية وأعماله، تحت عنوان «مسار الحنين» ضم لوحات له وإعارات ذات نوعية حيث تضم هذه المجموعة في مجملها 60 لوحة زيتية و20 عملا على الورق بالإضافة إلى بعض الأعمال الخاصة بالفنان التي أنجزها في الفترة الأخيرة من مساره الفني.
في سنة 2000 فتحت له المنظمة الأممية للتربية والعلوم والثقافة رواقها لتنظيم معرضه تحت عنوان «رؤى الذاكرة».
في عام 2007، شارك في معرض الأعضاء المؤسسين للاتحاد الوطني للفنون التشكيلية الذي نظم في الجزائر بمعرض محمد راسم. وحصل على الجائزة الفنية الكبرى الجزائرية.
في ديسمبر 2012، خصص له بمناسبة الذكرى الخمسين لاستقلال الجزائر وتحت رعاية الرئيس عبد العزيز بوتفليقة، معرضًا لمسيرته الفنية في المتحف الوطني للفنون الجميلة بالجزائر العاصمة.

## تحليل
بوزيد يشعر بالحاجة «لإصلاح مشاهد وأنواع الحياة الريفية، للتعبير عن النسغ واللون والضوء. إنه يترجم بلوحة دقيقة اللحظات المختلفة لحياة الفلاحين، التي ترتبط حساسيته به بعمق، فبالنسبة له يجب أن يكون الفنان في طريقة حياته وليس فقط أمام لوحة.»

## المتاحف
- الجزائر، المتحف الوطني للفنون الجميلة: شارع في الجزائر (1961، 81 × 50 سم)، الخراف (1968)، القبايل

## وصلات خارجية
- "Le fondateur du sceau et des armoiries de la République algérienne: Le plasticien et graveur Mohamed Bouzid est mort". reporters.dz (بالفرنسية). 2014. Retrieved 28 juin 2014. {{استشهاد ويب}}: تحقق من التاريخ في: |تاريخ الوصول= (help)[وصلة مكسورة]